# Basilica della Visitazione
La basilica della Visitazione è una costruzione sacra con pianta a croce latina che domina la cittadina di Annecy, situata presso la foresta di Crêt du Maure.

## Storia

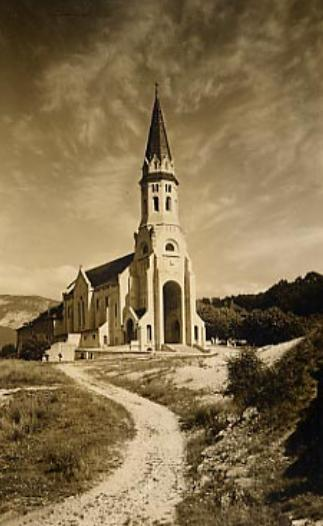
La basilica poco dopo il suo completamento

L'attuale chiesa fu costruita tra il 1909 e il 1930, anche se per le sue fattezze architettoniche, che attingono all'apparato formale gotico e romanico, è vicina alle architetture di fine Ottocento.
Il 17 agosto 1951 è stata elevata da papa Pio XII al rango di basilica minore.

## Descrizione
È situata accanto al monastero dell'Ordine della Visitazione, fondato nel 1610 da Francesco di Sales e Giovanna Francesca de Chantal. Le spoglie dei due santi sono conservate nella chiesa, che fu consacrata dal cardinale Tedeschini nel 1949.